# Škotščina
Škotščina (endonim Scots; škotska gelščina Beurla Ghallda, Albais), znana tudi kot skotščina ali jezik scots, je angleška jezikovna različica v zahodnogermanski jezikovni družini, ki se govori na Škotskem in delih Ulstra na severu Irske (kjer je lokalno narečje znano kot ulsterska škotščina). Najpogosteje se govori v Škotskem nižavju, na severnem otočju in v severnem Ulstru, včasih pa se imenuje nižinska škotščina, da se razlikuje od višinske, se pravi škotske gelščine, goidelskega keltskega jezika, ki je bil zgodovinsko omejen na večino Škotskega višavja, Hebride in Galloway po 16. stoletju; ali široka škotščina, da se razlikuje od škotske standardne angleščine. Prav zaradi ideje v slovenski zavesti,  da Škoti govorijo keltsko, se pravi, da je škotski jezik keltski, nekateri v slovenščini ime škotščina še vedno povezujejo s škotsko gelščino, germanski jezik scots, ki pa je bil do nedavnega le narečje angleščine, pa imenujejo skotščina. Sodobna germanska škotščina je sestrski jezik moderne angleščine, saj sta se neodvisno ločila iz istega vira: zgodnje srednje angleščine (1100–1300).
Škotska vlada priznava škotščino kot avtohtoni jezik Škotske, regionalni ali manjšinski jezik v Evropi in Unesco kot ranljiv jezik. V škotskem popisu leta 2011 je več kot 1,5 milijona ljudi na Škotskem poročalo, da znajo govoriti škotsko.
Ker ni univerzalno sprejetih meril za razlikovanje jezika od narečja, se znanstveniki in druge zainteresirane strani pogosto ne strinjajo glede jezikovnega, zgodovinskega in družbenega statusa škotščine, zlasti njenega odnosa do angleščine. Čeprav obstaja več paradigem za razlikovanje med jeziki in narečji, pogosto dajejo protislovne rezultate. Široka škotščina je na enem koncu bipolarnega jezikovnega kontinuuma, na drugem pa škotska standardna angleščina. Škotščina se včasih obravnava kot različica angleščine, čeprav ima svoja različna narečja; drugi učenjaki obravnavajo škotščino kot poseben germanski jezik, tako kot je norveščina tesno povezana z danščino, vendar se od nje razlikuje.

### Slovarji in jezikovne informacije
- The Dictionary of the Scots Language
- Scottish Language Dictionaries Ltd.
- Scottish words – illustrated
- Scots Language Recordings

### Zbirke besedil
- ScotsteXt – books, poems and texts in Scots
- Scots Threap
- Scottish Corpus of Texts & Speech – Multimedia corpus of Scots and Scottish English
- BBC Voices, Scots section – The BBC Voices Project is a major, though informal, look at UK language and speech
- Scots Syntax Atlas